# Marcin Nowak
För friidrottaren se: Marcin Nowak (friidrottare)
Marcin Nowak med artistnamnet Novy är en polsk death metal-musiker. Han är kompositör, textförfattare, gitarrist, basist och sångare. Han har deltagit i band som:
- Condemnation (1988-)
- Cerebral Concussion (1994)
- Devilyn (1996-2001)
- Dies Irae (2000-2002)
- Behemoth (2000-2004)
- Spinal Cord (2003)
- Crucified Mortals (2004)
- Vader (2004-2008)
- Virgin Snatch (2008-)
- Corphagy (2016-)

## Diskografi
- 1994 Cerebral Concussion - The Rule (Demo)
- 1996 Devilyn - Anger (LP)
- 1998 Devilyn - Reborn In Pain (LP)
- 2000 Dies Irae - Immolated (LP)
- 2000 Behemoth - Thelema. 6 (LP)
- 2001 Behemoth - Antichristian Phenomenon (MCD)
- 2001 Devilyn - Artefact (LP)
- 2002 Dies Irae - The Sin War (LP)
- 2002 Behemoth - Zos Kia Cvltvs (LP)
- 2003 Behemoth - Conjuration (MCD)
- 2003 Vader - Blood (MCD)
- 2004 Spinal Cord - Stigmata Of LIfe (LP)
- 2004 Behemoth - Crush.Fukk.Create - Requiem for Generation Armageddon (DVD)
- 2004 Vader - Beware The Beast (SP)
- 2004 Vader - The Beast (LP)
- 2004 Dies Irae - Sculpture of Stone (LP)
- 2004 Crucified Mortals - Converted By Decapitation (EP)
- 2005 Vader - Night Of The Apocalypse (DVD)
- 2005 Vader - The Art Of War (MCD)
- 2006 Vader - Impressions In Blood (LP)
- 2009 Condemnation - Abyssies of Anguish